# Глажева
Глажева (до 2009 — Глажова) — село в Україні, у Рівненському районі Рівненської області. Населення становить 242 осіб. З 2017 року входить до складу Малолюбашанської сільської громади.

## Історія
У 1906 році село Кустинської волості Рівненського повіту Волинської губернії. Відстань від повітового міста 25 верст, від волості 15. Дворів 45, мешканців 282.

## Географія
На південно-східній околиці села бере початок річка Кропивниця.